# Thomas Inskip
Thomas Walker Hobart Inskip (né le 5 mars 1876 et mort le 11 octobre 1947), 1er vicomte Caldecote, est un homme politique britannique qui est notamment Ministre pour la Coordination de la Défense de 1936 à 1939. A cette nouvelle Winston Churchill déclare : c'est la nomination la plus inattendue depuis que Caligula nomma son cheval consul.
Il est Lord Chancelier de 1939 à 1940.